# Várias Histórias

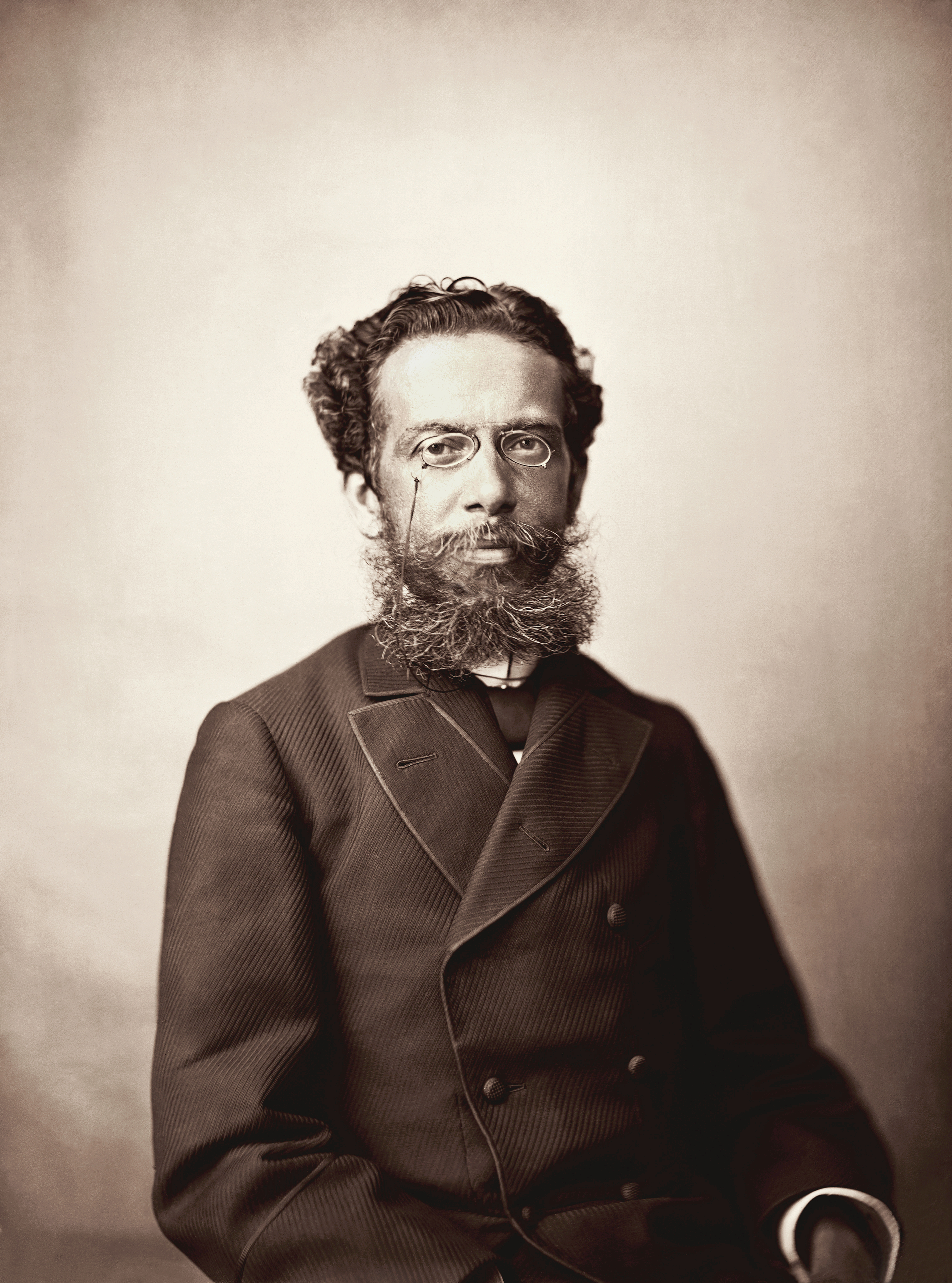
Machado de Assis

Várias Histórias é uma coletânea do escritor brasileiro Machado de Assis, publicada em 1896 que reúne dezesseis contos seus publicados na Gazeta de Notícias entre 1884 e 1891. É considerada uma das suas melhores obras no gênero. Oito das histórias aí publicadas tornaram-se clássicas e aparecem com muita frequência em coletâneas: A Cartomante, Uns Braços, Um Homem Célebre, A Causa Secreta, Trio em Lá Menor, O Enfermeiro, Um Apólogo e D. Paula.

## Estilo e temática
Muitos dos traços presentes nos contos do livro já aparecem em Memórias póstumas de Brás Cubas (1881), dentre eles o pessimismo, o niilismo, a ironia destrutiva. Características de estilo sofisticadas para a época como o narrador onisciente intruso, a polifonia, a descrença no conhecimento como meio de salvação da humanidade fazem seus escritos estarem à frente de seu tempo, e o põem em sintonia com autores como Dostoiévski.

## Contos
Os contos estão listados abaixo na ordem em que foram publicados no livro original. À direita, entre parênteses, está o ano de publicação original na Gazeta de Notícias.
1) A Cartomante (1884)
Publicado originalmente na Gazeta de Notícias de 28 de novembro de 1884. Obra-prima à Maupassant, onde a singularidade do acontecimento se sobrepõe à análise psicológica ou filosófica. O conto gira em torno do tema da credulidade versus ceticismo. Camilo tem um caso amoroso com Rita, esposa de seu amigo de infância Vilela. Certo dia, recebe uma carta anônima dizendo que “a aventura era sabida de todos”, e por isso deixa de visitar o amigo. Rita, temendo que Camilo já não a ame, consulta uma cartomante. Camilo, que não acredita nessas coisas, a repreende. Até que um dia recebe uma carta de Vilela pedindo que venha imediatamente falar com ele. Teria Vilela descoberto a traição? A caminho da casa do amigo, Camilo, pondo seu ceticismo de lado, não resiste à tentação de consultar aquela mesma cartomante na rua da Guarda Velha, atual Avenida Treze de Maio, no Centro carioca.. E aí os fatos se precipitam até o final inesperado. “Machado, que em muitas de suas crônicas ironizou a crença em videntes, leitores de mão, etc., põe aqui a ironia do destino em ação para contar essa história, uma de suas mais populares.”
TRECHO: Hamlet observa a Horácio que há mais cousas no céu e na terra do que sonha a nossa filosofia.
2) Entre Santos (1886)
Publicado originalmente no Suplemento Literário da Gazeta de Notícias de 1o de janeiro de 1886. Conto fantástico de fundo psicológico. Um padre velho conta que, quando era capelão da Igreja de São Francisco de Paula, certa noite percebeu uma luz misteriosa no interior do templo e, ao adentrá-lo, deparou com “uma coisa extraordinária”: os santos haviam descido dos nichos e conversavam nos altares sobre os sentimentos profundos de seus fiéis. São José conta a história de uma adúltera que brigou com o amante. O conto culmina com a história, narrada por São Francisco de Sales, de um avaro que reza pela cura de sua mulher, mas não consegue se decidir a oferecer em retribuição o ex-voto de uma perna de cera, porque custará dinheiro. À semelhança da “Anedota pecuniária” em Histórias sem Data, temos aqui um perfil satírico-caricatural do avarento exacerbado, tema recorrente na literatura, que Dickens retratou no personagem Scrooge e Balzac em Gobseck (e nas histórias em quadrinhos temos o Tio Patinhas). 
TRECHO: Que ele é usurário e avaro não o nego; usurário, como a vida, e avaro, como a morte. 
3) Uns Braços (1885)
Publicado originalmente na Gazeta de Notícias de 5 de novembro de 1885. Conto psicológico sobre um amor adolescente. “É a história de Inácio, jovem de 15 anos que vai trabalhar como ajudante do ríspido solicitador (funcionário do Judiciário, algo entre procurador e advogado) Borges, morando na casa deste. É lá que acaba se encantando com os braços de D. Severina, companheira do seu patrão. Deve-se lembrar que na época em que se passa a história, 1870, não era comum uma mulher exibir tal parte do corpo.” “Em Uns braços há todo um inacreditável (considerando a época) jogo de sedução entre o garoto de 15 anos, Inácio, e D. Severina, mulher do patrão do garoto.” Observe que na Rua da Lapa, onde mora o solicitador, tinha-se na época vista para o mar!
TRECHO: Aguentava toda a trabalheira de fora, toda a melancolia da solidão e do silêncio, toda a grosseria do patrão, pela única paga de ver, três vezes por dia, o famoso par de braços.
4) Um Homem Célebre (1888)
Publicado originalmente na Gazeta de Notícias de 29 de junho de 1888. Conto psicológico sobre o tema do músico que não alcança a plena realização, já abordado antes em “Cantiga de Esposais” (1883, Histórias sem Data) e “O Machete” (1878, não incluído em livro). O personagem Pestana, embora seja um famoso compositor de polcas ouvidas por toda parte, sente-se frustrado por não conseguir compor uma grande obra clássica, no estilo de Mozart ou Beethoven.
TRECHO: Por que não faria ele uma só que fosse daquelas páginas imortais?
5) A Desejada das Gentes (1886)
Publicado originalmente no Suplemento Literário da Gazeta de Notícias de 15 de julho de 1886. Conto de tendência romântica sobre um tema ousado para a época: a “repulsa ao sexo” (ou, nas palavras do narrador, “aversão puramente física” ao casamento). Trata-se da história, contada por um “narrador personagem” (um narrador que faz parte da trama), de uma mulher de beleza divina, a Quintília, “a mais bela da cidade”, cobiçada pelos homens, mas que ninguém consegue conquistar. O narrador (o Conselheiro) torna-se amigo íntimo da moça na esperança de conseguir se casar com ela, mas a cada tentativa, ela responde que prefere que continuem apenas amigos. O casamento acabará ocorrendo, mas numa situação extrema, quando a “indesejada das gentes” (a morte) está prestes a entrar em cena. “Em 'A desejada das gentes', Machado concentrou, na figura de Quintília, a ideia de indiferença em relação à paixão erótica. Essa força passional, sendo matéria com poder de atração em todos os tempos, obteve o seu apogeu no Romantismo.”
TRECHO: […] aquela moça tinha ao casamento uma aversão puramente física. Casou meio defunta, às portas do nada.  
6) A Causa Secreta (1885)
Publicado originalmente na Gazeta de Notícias de 1o de agosto de 1885. Romance psicológico sobre um sádico. “Garcia, médico, Fortunato, capitalista, e Maria Luísa, mulher deste, formam o triângulo de 'A causa secreta', o conto de Machado que mais lembra os de Poe. Fortunato aparece para Garcia quando este está socorrendo um homem apunhalado por capoeiras, Gouveia, e, depois de ajudá-lo, Fortunato o humilha. Ele fascina Garcia por sua morbidez, pela frieza com que vê sofrimentos e passa horas estudando anatomia e trinchando gatos e cachorros, o que causa crises nervosas na mulher. Serenamente sádico, Fortunato esquarteja um rato na frente dos dois. Depois, quando a mulher adoece, acompanha sua agonia sem nenhuma lágrima. No dia do velório, surpreende Garcia dando um beijo na testa de Maria Luísa, o que espeta sua vaidade [...], mas em seguida o médico explode em choro e soluços – e essa 'dor moral' Fortunato contempla com prazer.”
TRECHO: Entre o polegar e o índice da mão esquerda segurava um barbante, de cuja ponta pendia o rato atado pela cauda. Na direita tinha uma tesoura. No momento em que o Garcia entrou, Fortunato cortava ao rato uma das patas; em seguida desceu o infeliz até a chama [...]
7) Trio em Lá Menor (1886)
Publicado originalmente no Suplemento Literário da Gazeta de Notícias de 20 de janeiro de 1886. Romance psicológico sobre a mania de perfeição. Como num trio da música clássica, o conto se divide em quatro movimentos. O trio também serve como símbolo do triângulo amoroso da história: a protagonista Maria Regina, movida pela busca da perfeição, fica indecisa entre dois pretendentes, e acaba não ficando com nenhum. “No final, a heroína se perde nos sonhos, em que vê, como uma metáfora de sua situação, a encantadora imagem de uma estrela dupla que se aparenta com um único astro.”
TRECHO: Maria Regina viu dentro de si a estrela dupla e única. Separadas, valiam bastante; juntas, davam um astro esplêndido. E ela queria o astro esplêndido. Quando abriu os olhos e viu que o firmamento ficava tão alto, concluiu que a criação era um livro falho e incorreto, e desesperou. 
8) Adão e Eva (1885)
Publicado originalmente na Gazeta de Notícias de 1o de março de 1885. Conto fantástico-filosófico onde a imaginação corre solta. Reinterpretação maniqueísta dos mitos bíblicos da criação do mundo e de Adão e Eva no paraíso, onde o Diabo tem tanto peso quanto Deus. Quem narra essa história é um juiz de fora convidado para uma refeição por uma senhora de engenho baiana em “mil setecentos e tantos”. No final a história do juiz de fora se revela incoerente, pois, se tivesse acontecido de verdade, os convivas não estariam ali “saboreando este doce, que está, na verdade, uma cousa primorosa”. Em 1878 Machado já havia publicado outra paródia bíblica, “Na Arca”, incluída em Papéis Avulsos. Em 1897 o escritor português Eça de Queiroz publicou um conto de temática afim intitulado “Adão e Eva no Paraíso”.
TRECHO: - Aqui está como as cousas se passaram. Em primeiro lugar, não foi Deus que criou o mundo, foi o Diabo...
9) O Enfermeiro (1884)
Publicado originalmente na Gazeta de Notícias de 13 de julho de 1884 sob o título “Cousas Íntimas”. Conto psicológico-criminal. História de um crime perfeito, nunca descoberto, cometido por um enfermeiro que, após sofrer múltiplas agressões de seu paciente – um coronel do interior que ninguém aturava –, num misto de raiva e autodefesa acaba assassinando o doente agressor. Por uma ironia do destino, o enfermeiro torna-se herdeiro universal de sua vítima. 
TRECHO: Chegando à vila, tive más notícias do coronel. Era homem insuportável, estúrdio, exigente, ninguém o aturava, nem os próprios amigos. Gastava mais enfermeiros que remédios. A dous deles quebrou a cara. Respondi que não tinha medo de gente sã, menos ainda de doentes; e depois de entender-me com o vigário, que me confirmou as notícias recebidas, e me recomendou mansidão e caridade, segui para a residência do coronel.
10) O Diplomático (1884)
Publicado originalmente na Gazeta de Notícias de 29 de outubro de 1884. O conto transcorre numa festa de noite de São João em uma casa na Lapa. O protagonista, Rangel, apelidado de “diplomático” devido aos seus modos educados, é o protótipo do sonhador cujos sonhos nunca se concretizam. “Trata-se de um homem de caráter indeciso, extremamente hesitante e acovardado para tomar decisões.” Na festa pretende declarar seu amor à Joaninha, entregando-lhe uma carta. Mas protela tanto a entrega que outro rapaz, o Queirós, acaba conquistando a moça.
TRECHO: De imaginação fazia tudo, raptava mulheres e destruía cidades. […] Cá fora, porém, todas as suas proezas eram fábulas. Na realidade, era pacato e discreto.
11) Mariana (1891)
Publicado originalmente na Gazeta de Notícias de 18 de outubro de 1891. Machado de Assis já havia publicado um outro conto com este mesmo nome, mas um enredo diferente, no Jornal das Famílias de janeiro de 1871, sob o pseudônimo J.J. História de um amor adúltero. Em 1890, ao vir de Paris, onde vivia há 18 anos, Evaristo sente desejo de rever Mariana, com quem teve um caso amoroso no passado, embora ela fosse casada. Ao chegar à casa dela, no Engenho Velho, diante de um retrato na parede de Mariana quando jovem, Evaristo tem uma espécie de visão em que retrocede ao passado, e os dois trocam juras de amor. A visão só não incluiu a crise final quando a mãe de Mariana descobriu o caso. De volta à realidade, Evaristo constata que Mariana vivia bem com o marido, que acaba de falecer vítima de uma doença. Ela mal dá atenção ao ex-amante. 
TRECHO: Crescera-lhe o desejo de ver Mariana. Que olhos teriam um para o outro? Que visões antigas viriam transformar a realidade presente? 
12) Conto de Escola (1884)
Publicado originalmente na Gazeta de Notícias de 8 de setembro de 1884. O conto, que transcorre em 1840, quando o autor tinha um ano, reconstitui o ambiente escolar daquela época. A escola fica na Rua do Costa, atual Rua Alexandre Mackenzie, aos pés do Morro do Livramento, onde nasceu Machado. O narrador em primeira pessoa fica dividido entre ir à escola ou matar aula. Vai com medo do castigo do pai, mas a visão de um papagaio de papel no alto do Morro do Livramento faz com que se arrependa. A aula naquele tempo, a julgar pelo conto, era uma bagunça, já que o professor passava parte do tempo lendo várias “folhas” (jornais). O filho do professor, que também é aluno, oferece uma moedinha antiga de prata para que o narrador ensine uma lição, mas a transação é delatada por um colega, e os dois meninos são castigados com “bolos” (pancadas) de palmatória. No dia seguinte, após aquele seu primeiro contato na vida com a “corrupção” e a “delação”, o narrador prefere matar aula, indo atrás de uma companhia do batalhão de fuzileiros, que marchava ao som de um tambor. “Um conto excepcional, em muitos aspectos rompedor de toda uma linhagem de literatura enfocando o universo da criança.”
TRECHO: Para cúmulo de desespero, vi através das vidraças da escola, no claro azul do céu, por cima do morro do Livramento, um papagaio de papel, alto e largo, preso de uma corda imensa, que bojava no ar, uma cousa soberba. E eu na escola, sentado, pernas unidas, com o livro de leitura e a gramática nos joelhos.
13) Um Apólogo (1885)
Publicado originalmente sob o título “A Agulha e a Linha” na Gazeta de Notícias de 1o de março de 1885. Conto filosófico. “Apólogo” é uma “narrativa que traz uma lição moral e geralmente tem como personagens animais ou objetos que agem e dialogam como seres humanos” (Dicionário Aulete Digital). Nesta história, os personagens são uma agulha e uma linha, que discutem qual delas é mais importante, com uma intervenção final de um alfinete, e um arremate por um “professor de melancolia”.
TRECHO: Ora agora, diga-me, quem é que vai ao baile, no corpo da baronesa, fazendo parte do vestido e da elegância? Quem é que vai dançar com ministros e diplomatas, enquanto você volta para a caixinha da costureira, antes de ir para o balaio das mucamas? 
14) D. Paula (1884)
Publicado originalmente na Gazeta de Notícias de 12 de outubro de 1884. Conto psicológico. D. Paula, que mora no “alto da Tijuca” (Alto da Boa Vista) e raramente desce de lá, ao visitar a sobrinha (Venancinha), descobre que esta teve uma briga violenta com o marido, por motivos de ciúmes. Ela se propõe a interceder para pacificar o casal, e leva Venancinha para passar uma temporada consigo lá no alto. Venancinha então conta à tia sobre o flerte que teve com um rapaz elegante (Vasco Maria Portela) que por acaso é filho de um antigo diplomata com quem D. Paula também teve um caso amoroso quando jovem. Ouvindo a sobrinha confessar seu flerte, D. Paula revive seu próprio passado.
TRECHO: Moça bonita não sai à rua sem atrair os olhos, e é natural que a admiração dos outros a lisonjeie.
15) Viver! (1886)
Publicado originalmente no Suplemento Literário da Gazeta de Notícias de 28 de fevereiro de 1886. Conto filosófico em forma de diálogo. No fim dos tempos, Ahasverus, o judeu errante condenado a vagar pelo mundo através dos séculos por ter maltratado Jesus enquanto este carregava a cruz, enfim desfrutará o descanso da morte. Mas o apego à vida faz com que tenha uma visão em que o titã Prometeu lhe promete uma nova vida, num futuro novo mundo perfeito, depurado das imperfeições do atual.
TRECHO:  Sou o último; posso morrer. Morrer! Deliciosa ideia!
16) O Cônego ou Metafísica do Estilo (1885)
Publicado originalmente na Gazeta de Notícias de 22 de novembro de 1885. Conto filosófico-psicanalítico, “em que Machado se arroja, com graça e perspicácia, a uma verdadeira psicanálise da produção poética”. Machado de Assis, num texto de puro nonsense, antecipando-se à psicanálise de Freud, mergulha no inconsciente de um cônego que redige um sermão encomendado para uma festa e procura “o casamento perfeito entre um substantivo e um adjetivo”.
TRECHO: Passamos da consciência para a inconsciência, onde se faz a elaboração confusa das ideias, onde as reminiscências dormem ou cochilam. Aqui pulula a vida sem formas, os germens e os detritos, os rudimentos e os sedimentos; é o desvão imenso do espírito.

## Recepção pela crítica
Embora o ano impresso na folha de rosto seja 1896, o livro começou a ser distribuído já em outubro de 1895, daí a maior parte das resenhas, sempre elogiosas, serem do final desse ano. Por exemplo, Olavo Bilac, sob o pseudônimo O., publicou em A Cigarra de 24/10/1895, na coluna “Livros Novos”, uma nota sobre o lançamento do livro onde escreve (entre outras coisas): “A passada quarta-feira foi dia de grande gala para as letras brasileiras, pois que nesse dia apareceu um novo livro de Machado de Assis, – o querido Mestre a quem toda a roda literária, sem distinção de escolas, acata e venera. VÁRIAS HISTÓRIAS intitula-se o volume que a Casa Laemmert editou com um raro capricho.”
Na coluna “Semana Literária” na primeira página do jornal A Notícia de 24/10/1995, escreve Valentim Magalhães (assinando como V.M.): “Se este homem escrevesse em francês ou inglês seria uma celebridade universal e teria um lugar certo entre os imortais de todos os países cultos – o que o não impedirá de tê-lo entre os da nossa aldeia.”
Em “Algumas Publicações Recentes”, na coluna “Livros e Autores” na primeira página do Jornal do Comércio de 30/10/1895, lemos: “É conhecido Machado de Assis por apurado e delicado estilista. Da sua pena não sai o que não deva ser lido com prazer e apreciado com proveito e nem as preocupações da literatura mercantil o desviaram desse caminho, para as descrições e os quadros chamados realistas e a que a curiosidade de novas sensações atrai os leitores.”